# Etaogundá

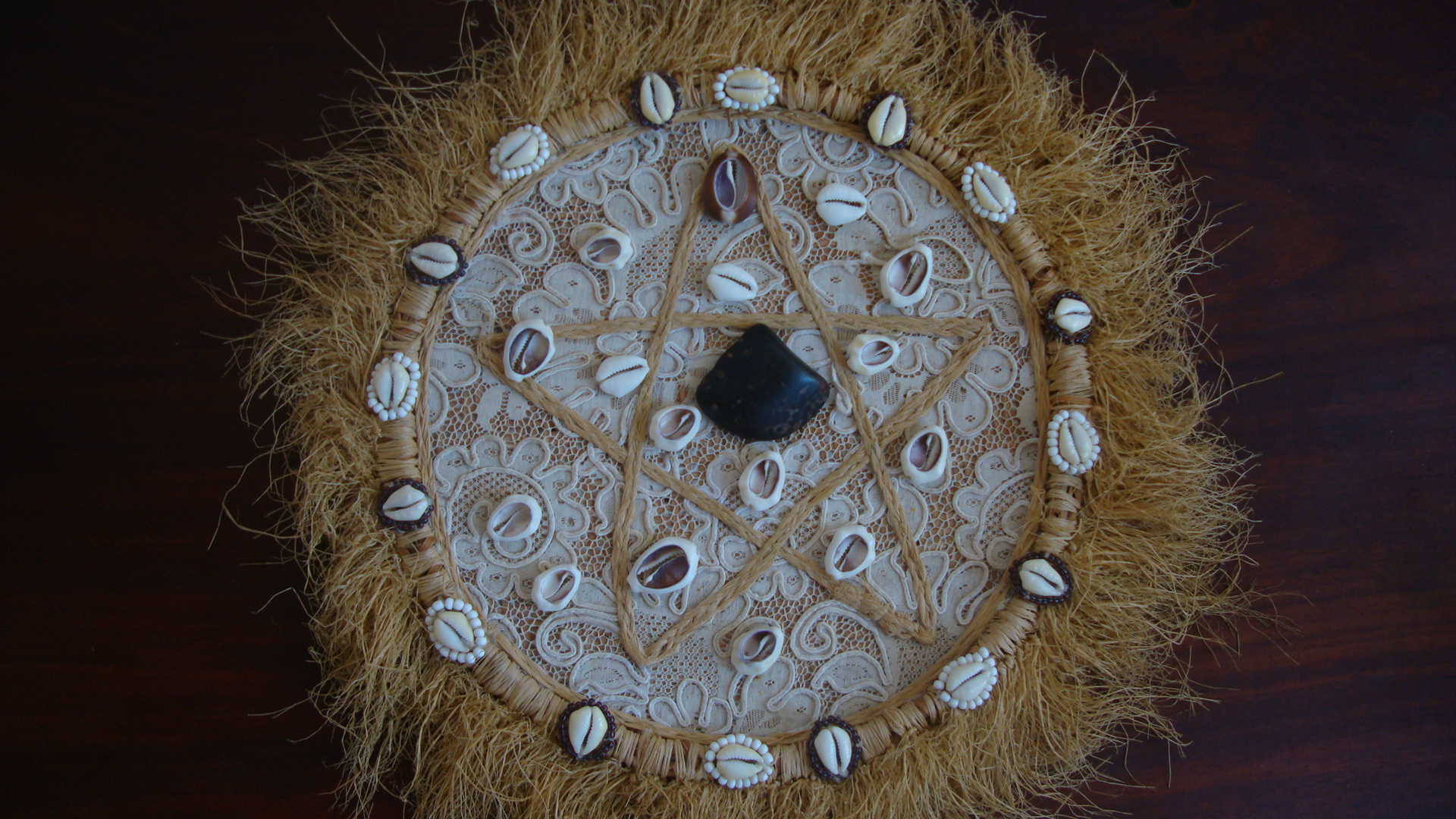
Etaogundá

Etaogundá é um odu do oráculo de ifá, representado no merindilogum com três conchas abertas pela natureza e treze fechadas. Nesta caída responde Ogum. O consulente tem que ser acolhido imediatamente, pois precisa urgente de uma limpeza de corpo e um bori, devido ao risco de uma grande depressão.

## Interpretação do Olhador
Ogum se apresenta com toda força da espada da Lei da justiça, é um odu justiceiro, por ser ele o Senhor das lutas e das batalhas. 
Quando esse odu se apresenta no jogo, o consulente deverá ser esclarecido a fim de encontrar forças necessárias para enfrentar todas as situações desagradáveis e jamais recuar diante de qualquer obstáculo. Somente não deverá agir com impulso de maldade e sim, espírito de bondade e esperteza, e muita calma, pois é uma indicação de dificuldade com alguns prejuízos e graves consequências. O consulente deverá ficar em alerta, pois haverá fracassos nas realizações de grandes projetos, quando esse fato acontece, é preciso que o consulente tenha muita calma e paciência, pois esse e um caminho imposto por esse odu, e nesse momento, este deverá agir com prudência e acima de tudo com justiça. Não deve depositar confiança demasiada em certos amigos, pois no meio deles haverá um traidor, um falso amigo. 
O consulente só terá bons lucros e bons resultados, mediante seus próprios esforços e sacrifícios, pois deverá ter muito cuidado para não haver acidentes em rua, estradas, doenças graves e decepções. Os caminhos desse odu, quando em suas fases negativas, poderão indicar também brigas, pancadarias, prisões, separações, desfecho de caso na justiça, documentos importantes sem andamento, rompimento de uma sociedade, falência e separação amorosa. Deverá ser alertado, quanto a todas essas possíveis situações desastrosas, incluindo também um aviso importante que haverá perigo de papeis comprometedores, nesse caso, este deverá ter muita calma e cautela com essa situação, e de que ele somente vencerá todos os obstáculos, se ele próprio tiver razão, pois esse odu, só age pela razão. 
O homem regido por esse odu, é muito viril, sério e organizado; quando a mulher, tem muita fertilidade, mas não é sensual. Tanto um, quanto o outro, são radicais, olho por olho, dente por dente. Esse odu, tem uma certa ligação com obará, portanto quando for dar presente a ogundá, deverá se dar também a obará e a ejilaxeborá, e o presente deverá ser em forma de triângulo. 

## Tipo deebómais comum
Um acuncô, um peixe fresco, um pedaço de carne bovina, otim, epô pupá (Azeite de dendê), mel, um pano preto. Passa-se tudo no corpo do consulente, sacrifica-se o acuncô no ibá de Exu, embrulha-se tudo no pano e despacha-se no lugar determinado pelo jogo. Esta pessoa deve imediatamente tomar um bori.  